# Општина Ваља Маре (Олт)
Ваља Маре (рум. Valea Mare) општина је у Румунији у округу Олт.
Oпштина се налази на надморској висини од 180 m.